# Ottmar Trittel
Ottmar Trittel (* 1959) ist ein ehemaliger deutscher Radrennfahrer und nationaler Meister im Radsport.

## Sportliche Laufbahn
Trittel war Bahnradsportler und in der DDR aktiv. Er begann 1968 mit dem Radsport bei der SG Dynamo Kyritz. Er startete für den SC Dynamo Berlin. Bei den DDR-Meisterschaften im Bahnradsport wurde er auf der Sommerbahn 1979 Zweiter in der Mannschaftsverfolgung mit Jürgen Lippold, Olaf Heine und Gerald Buder. Heine, Trittel, Gerald Buder und Bernd Dittert wurden 1980 erneut Vize-Meister. 1981 gewann Trittel den Meistertitel gemeinsam mit Gunter Buder, Gerald Buder und Bernd Dittert. Auf der Winterbahn der Werner-Seelenbinder-Halle in Berlin gewann Trittel 1981 den DDR-Titel in der Mannschaftsverfolgung. Im Zweier-Mannschaftsfahren wurde Trittel mit Bernd Dittert 1982 Vize-Meister, 1983 wurde er mit Hans Matern Dritter. 1985 beendete er seine leistungssportliche Laufbahn.

## Berufliches
Trittel war später als Eismeister im Olympiastützpunkt Berlin-Hohenschönhausen tätig.